# Sunrise (Telekommunikationsunternehmen)
Die Sunrise GmbH ist das zweitgrösste Telekommunikationsunternehmen in der Schweiz. Eigentümerin war bis zum eigenständigen Börsengang am 16. November 2024 der britisch-amerikanische Telekommunikations- und Kabelnetzbetreiber Liberty Global.
Die früheren Namen der bis zur Fusion 2021 voneinander unabhängigen Unternehmen waren (in chronologischer Reihenfolge): diAx, Sunrise, Cablecom, UPC Cablecom, Sunrise UPC. Infolge der Fusion von UPC (Schweiz) GmbH mit Sunrise Communications erhielt das Unternehmen den heutigen Namen Sunrise GmbH.

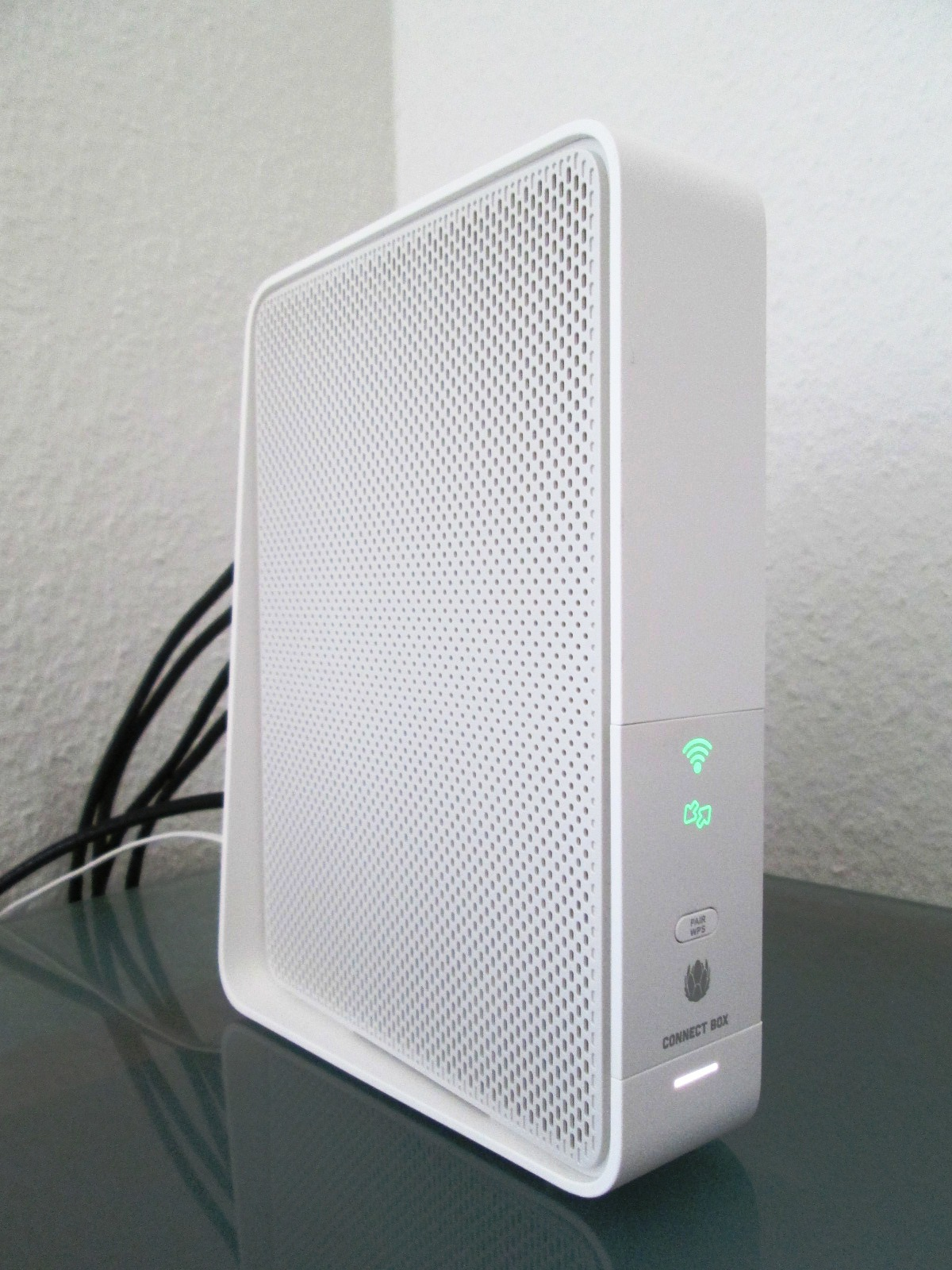
Highspeed-Kabelroutermodem Connect-Box mit WLAN-Funktion (2016)

## Unternehmensdaten
Per 30. Juni 2019 versorgte UPC in der Schweiz 1,1 Millionen Kunden mit mehr als 2,4 Millionen Diensten (ca. 1'041'000 Fernseh-, 677'000 Breitband-Internet-, 511'000 Festnetztelefon- und 173'000 Mobilfunkkunden). Aktuell beschäftigt UPC in der Schweiz rund 1'500 Mitarbeiter.

## Geschichte
In den 1930er Jahren entstanden die ersten Kabelnetzbetreiber, die mehrere Radioprogramme über Kabel in die Haushalte transportierten. Eine dieser Kabelnetzanbieterinnen war die 1931 gegründete Rediffusion S.A, welche Radiosendungen mittels Drahtrundspruch verbreitete. Ab Ende der 1950er Jahre übertrug die Rediffusion S.A. vom Uetliberg aus erste Fernsehprogramme in schwarz-weiss. 1994 entstand aus der Rediffusion S.A. und anderen selbstständigen Kabelnetzgesellschaften das Unternehmen Cablecom, das den Unternehmen Siemens, VEBA und Swisscom gehörte.
Cablecom integrierte 1998 den Internet-Service-Provider SwissOnline. In den folgenden Jahren wuchs die Kabelnetzbetreiberin weiter, indem sie Kabelnetzgesellschaften (Bsp. Balcab und Sitel) kaufte. Durch diese Übernahmen erweiterte Cablecom ihr Netz in weite Teile der Schweiz. Im Jahr 2000 verkauften die bisherigen Eigentümer Cablecom an die britisch-amerikanische NTL für 5,8 Milliarden Schweizer Franken. In den Folgejahren konnte das operative Geschäft nachhaltig verbessert werden. Nach finanziellen Schwierigkeiten der NTL verkaufte diese Cablecom im Jahre 2003 an eine Gruppe von Banken und Privatinvestoren.
Auf Mitte Oktober 2005 planten die Besitzer von Cablecom den Börsengang. Nachdem Liberty Global Europe, eine 100-prozentige Tochter von Liberty Global, am 30. September 2005 Cablecom für 2,8 Milliarden aufgekauft hatte, wurde der Börsengang jedoch abgesagt. In den darauffolgenden Jahren investierte Cablecom in den Netzausbau. 2007 lancierte das Unternehmen hochauflösendes Fernsehen (HDTV). Zwei Jahre später führte Cablecom erste Kombi-Angebote (Paket mit Internet, Telefonie und Fernsehen) ein. Digitales Fernsehen wurde zu Beginn grundverschlüsselt und konnte nur mit einem Zusatzgerät (SetTopBox) empfangen werden, bis im Jahr 2010 Cablecom die DigiCard lancierte, die es den Kunden zumindest ermöglichte, den im Fernsehgerät eingebauten CI-Steckplatz zur Entschlüsselung zu nutzen, ohne ein zusätzliches Gerät an den Fernseher anschliessen zu müssen. Seit Anfang 2011 bietet Cablecom Video-on-Demand mit 3D-Inhalten an.
Im April 2011 wurde Cablecom in UPC Cablecom umbenannt. Durch das Rebranding wurde anstelle des roten Schraubenschlüssels ein neues Logo ähnlich einer Lotusblüte lanciert.
Am 14. Januar 2013 führte UPC die Set-Top-Box Horizon ein. Bei diesem System handelt es sich um eine Settopbox für Digital- und HD-TV, vereint mit einem Internetrouter mit W-LAN, IP-Telefonie und einem Festplattenrekorder.
Liberty Global führte am 1. August 2014 die beiden Schwestergesellschaften UPC Cablecom und UPC Austria zu einer gemeinsamen Regionalorganisation mit Sitz in Zürich zusammen.
Seit 25. Mai 2016 heisst UPC Cablecom nur noch UPC.
Am 1. September 2018 übernahm Severina Pascu die CEO-Agenden von Eric Tveter, der seit 2009 das Amt des CEO innehatte.
Am 27. Februar 2019 wurde offiziell bekannt gegeben, dass UPC von Sunrise übernommen werden soll. Die Wettbewerbskommission stimmte der Übernahme im September 2019 ohne Auflagen zu. Als Nächstes hätten die Sunrise-Aktionäre einer erforderlichen Kapitalerhöhung zustimmen sollen, doch da die grösste Sunrise-Aktionärin Freenet nicht mitmachen wollte, scheiterte die Übernahme.
Seit 1. Februar 2020 ist der Niederländer Baptiest Coopmans CEO von UPC Schweiz, er übernahm das Amt von Severina Pascu.
Am 12. August 2020 gab umgekehrt nun die UPC Schweiz bekannt, Sunrise übernehmen zu wollen. Die Übernahme wurde am 30. Oktober 2020 von der Wettbewerbskommission genehmigt. Der Zusammenschluss wird einen Stellenabbau nach sich ziehen, weshalb im Januar 2021 ein Konsultationsverfahren eingeleitet wurde. Zusammen mit der Gewerkschaft syndicom und beiden Mitarbeitervertretungen wurde ein Sozialplan verabschiedet. Bis Ende 2022 sollen durch die Fusion insgesamt 600 Stellen gestrichen werden.
Sunrise Communications AG und UPC Schweiz GmbH wurden rechtlich ab dem 1. Mai 2021 unter dem Namen Sunrise UPC GmbH vereint. Am 23. Mai 2022 wurde die Marke Sunrise zur Hauptmarke des Konzerns. Unterdessen wurde das Unternehmen in Sunrise GmbH umbenannt.
2023 hat Sunrise die Telecom-Sparte der EBL (Genossenschaft Elektra Baselland) übernommen.
Im November 2023 wurde angekündigt, dass in den nächsten Monaten 200 Stellen abgebaut werden.
2024 wurde bekannt, dass Liberty Global Sunrise als eigenständige Aktiengesellschaft unter dem Namen „Sunrise Communications AG“ an die Börse bringen will. Dieser Schritt soll im vierten Quartal 2024 abgeschlossen werden. Im Zuge der Abspaltung wird ein neuer Verwaltungsrat mit bekannten Persönlichkeiten aus der Telekommunikations- und Medienbranche eingeführt, darunter Mike Fries, der derzeitige CEO von Liberty Global, der den Verwaltungsrat präsidieren wird, sowie weitere internationale Experten. Der Börsengang ist am 16. November 2024 erfolgt.
Im selben Jahr wurde auch bekannt, dass im Rahmen des laufenden Restrukturierungsprozesses und der bevorstehenden Abspaltung weitere Stellen abgebaut werden sollen. Bereits ein Teil der Stellen wurde in diesem Zusammenhang ins Ausland, insbesondere nach Rumänien, ausgelagert.

## Produkte

### Digitales TV und Radio
UPC verbreitet digitale TV- und Radiosender. Den Grundstein hierfür wurde 1999 gelegt, als neu 32 digitale Sender parallel zum analogen Angebot ausgestrahlt wurden. Im November 2012 hob UPC die Grundverschlüsselung für das TV-Grundangebot von 55 digitalen TV- und 100 Radiosendern auf. Trotz der Digitalisierung wurden über das Kabelnetz von UPC je nach Region mindestens 36 TV- und 34 Radiosender analog verbreitet. Der Bundesrat hat im Rahmen des Bundesgesetzes über Radio und Fernsehen eine Must-Carry-Liste für analoge Sender erstellt. Diese enthielt vom Bundesrat bestimmte Sender, welche durch UPC und andere Kabelnetzbetreiber in der ganzen Schweiz analog verbreitet werden mussten. Diese Must-Carry-Regel wurde aufgrund der Änderung in der UVEK-Verordnung über Radio und Fernsehen vom 13. Mai 2013 angepasst. Daraufhin mussten nur noch die SRG Sender, die konzessionierten Regional-TV-Programme sowie der Jugendsender Joiz analog verbreitet werden. Diese Pflicht endete am 31. Dezember 2014 (Joiz: 21. März 2015) bzw. schon vorher, wenn von Kabelnetzbetreiber ein Grundangebot ohne Mehrkosten und einen Digital/Analog-Konverter angeboten wurde. So digitalisierte UPC im Herbst 2014 im Rahmen eines Pilotprojekts die Zentralschweiz komplett – am 7. Juli 2015 schliesslich wurden im Tessin die letzten analogen Sender von upc cablecom abgestellt. Durch die Aufhebung der Grundverschlüsselung ist auch die freie Wahl des Endgerätes (TV, Receiver, Recorder, DigiCard) möglich geworden. Für die Benutzung des digitalen Basisangebots wird ein aktiver Kabelanschluss, ein Antennenkabel und ein Fernsehgerät mit integriertem DVB-C Empfänger bzw. einem Umwandler für ältere Geräte benötigt.
Um digitale Zusatzangebote via Kabelnetz zu empfangen, wird die UPC TV Box benötigt. Eine Smartcard für eigene Geräte oder ein CI-Modul für den Fernseher werden nicht mehr angeboten.

### Happy Home
Anfang 2018 lancierte UPC die „Happy Home“ Kombi-Abos und ersetzte dadurch die vormals als „Connect & Play“ bekannten Pakete. Diese gibt es in drei unterschiedlichen Varianten: Happy Home 100, 300 bzw. 600, deren Ziffern jeweils gleichbedeutend mit den Downloadgeschwindigkeiten gemessen in Mbit/s sind (Die Höchstgeschwindigkeit lag per 31. März 2019 bei 600 Mbit/s). Die Happy Home Pakete umfassen einen Internetzugang, UPC TV und einen Festnetzanschluss – wobei hierbei auch eine Option gewählt werden kann, die neben Anrufe innerhalb der Schweiz auch Anrufe ins EU-Ausland inkludiert. Gleichzeitig wurde auch, um die WLAN-Verbindung bei den Kunden zu verbessern, die UPC Connect App eingeführt, die das Einrichten der Connect-Box sowie das Scannen der WLAN-Abdeckung im eigenen Zuhause vereinfacht beziehungsweise ermöglicht. Um darüber hinaus die Signalstärke des hauseigenen WLANs zu erweitern, können mittels Powerline Adapters – über Verwendung der Stromleitung – Hotspots in anderen Räumen errichtet werden.

### UPC TV und MySports
Im Oktober 2018 wurde mit UPC TV (als Nachfolger des Horizon HD Recorders) die neue TV-Box des Unternehmens lanciert – inklusive Features wie Sprachsteuerung, persönlichen Empfehlungen, einer „Eine Suche für alles“-Funktion sowie die im April 2019 eingeführten persönlichen Profile. UPC TV ist für die User jedoch nicht nur auf die TV Box beschränkt. So kann auch mittels UPC TV App Plattform-unabhängig und unterwegs ferngesehen werden. Stand 31. März 2019 waren schweizweit bereits 107‘000 UPC TV Boxen im Markt.
Der Sportkanal MySports wiederum wurde im September 2017 lanciert und bietet eine breite Palette an unterschiedlichen Sportarten, allen voran der Schweizer National League im Eishockey sowie der Formel E. Im August 2018 wurde darüber hinaus mit MySports One ein „Best of“-Sender lanciert, erhältlich für alle UPC TV Kunden. MySports Go, welches im September 2018 gestartet wurde, ist das Resultat einer Partnerschaft von MySports mit Sky und als OTT-Lösung für Besitzer der Sky Sport App erhältlich.
Mit MyPrime führte UPC als erstes Unternehmen in der Schweiz das Flatrate-Modell für Filme und Serien ein. Ende 2016 waren mehr als 10'000 Inhalte wie Filmklassiker, Serien, Dokumentationen und Kindersendungen für die Kunden in der Deutschschweiz, der Romandie und dem Tessin verfügbar.

### Internet
UPC bietet einen Breitband-Internet-Anschluss über ihr Kabelnetz (Glasfaserkabelnetz) an. Das Unternehmen verfügt in diesem Bereich über 686'000 Kunden (Stand 31. März 2019). Das Kabelnetz besteht zu 95 % aus Glasfasern und zu 5 % aus Koaxialkabel, sogenanntes Hybrid Fiber Coax (HFC). Der Vertrieb des Internetdienstes läuft mit dem Übertragungsstandard DOCSIS 3.0.
Seit November 2012 beinhaltet der Kabelanschluss von UPC auch ein digitales Basisangebot für Bestandskunden mit Internetzugang von 2 Mbit/s sowie TV-Angebot, und seit Januar 2015 einen Telefon-Festnetzanschluss. Zusätzlich lässt sich damit auch die UPC TV App nutzen.

### Wi-Free
Seit Herbst 2014 bietet UPC ihren Kunden mit Wi-Free das grösste kostenlose WLAN-Netz der Schweiz an. An rund 500'000 Standorten in der Schweiz beziehungsweise über 10 Millionen Standorten in Europa und in den USA können UPC-Kunden kostenlos via Smartphone, Tablet & Co. surfen.
Im Februar 2023 informierte die Sunrise GmbH ihre Kundinnen und Kunden darüber, dass die Dienstleistung per 3. April 2023 eingestellt wird. Dies mit der Begründung, dass der Service praktisch gar nicht mehr benutzt werde. Der rückläufige Gebrauch des Wi-Free Hotspot-Dienstes sei überwiegend auf die weitverbreitete Nutzung von unlimitierten Datenpaketen, einschliesslich attraktiver Roaming-Tarife, zurückzuführen.

### Telefonie

#### Festnetz
Seit Juli 2003 gibt es bei UPC mit Voice over Cable ein Telefonie-Angebot. Es telefonieren 514'000 Kunden (Stand 31. März 2019) über ihr Kabel.

#### Mobilfunkangebot
Seit April 2014 bietet UPC bestehenden Kunden ein Mobilfunkangebot an. UPC bietet ihr Mobilfunkangebot seit Januar 2019 auf dem bestehenden Mobilfunknetz der Swisscom (vorher via Salt) an und wird so zum MVNO (Mobile Virtual Network Operator)-Anbieter. Das Unternehmen erbringt, abgesehen von der Nutzung der Mobilfunkantennen der Swisscom, alle Services eigenständig. Im ersten Quartal 2019 hatten 173'000 Personen ein Mobilfunk-Abonnement von UPC. Im Jahr 2021 wurde mit Swype ein Flatrate-Angebot für Preisbewusste lanciert. Auch die Mitbewerber Swisscom (mit Wingo) und Salt (mit GoMo) haben solche Billigangebote lanciert.

## Geschäftskunden
UPC Business bietet seit 1999 Kommunikationslösungen für Unternehmen – bestehend aus kleinen und mittleren Unternehmen, Kantonalbanken, Spitäler, öffentliche Verwaltungen etc. – an und spielt eine starke Rolle im Schweizer B2B-Markt. So bedient das Unternehmen im Finanzsektor mehr als 50 Prozent aller Kantonalbanken mit Connectivity und Managed Services. Zu weiteren Kunden gehören die SV (Schweiz) AG (IP-Telefonie-Lösungen und LAN-Management) sowie die BKW Gruppe (Software Defined WAN).

## Konkurrenzsituation

### Kombi-Angebote
Stärkster Konkurrent von UPC ist Swisscom. Bei UPC bestehen solche Bundles aus Fernseh-, Internet- und Telefoniediensten. Vergleichbare Angebote gibt es bei Swisscom und seit Dezember 2011 bei Sunrise. Salt wiederum stieg im März 2018 mit „Salt Fibre“ ins Festnetz-Business ein.

### Fernsehen
UPC liegt mit 1.060 Mio. TV-Kunden auf Platz zwei. (Stand: 31. März 2019). Dies ist gleichbedeutend mit einem 26-prozentigen Anteil am Schweizer TV-Markt. Spitzenreiter in dieser Kategorie ist Swisscom mit knapp 35 Prozent. Sunrise wiederum bewegt sich am TV-Markt im einstelligen Bereich mit einem Anteil von 5 Prozent. Die anderen Kabelnetzbetreiber kommen zusammengerechnet ebenso wie UPC auf 26 Prozent. Die übrigen 8 Prozent belegen Satellit sowie Antenne.

### Internet
Das Glasfaserkabelnetz von UPC erreicht in der Schweiz rund 3 Millionen Haushalte und ermöglicht flächendeckend Internet von 1000 Mbit/s Downstream bei 100 Mbit/s Upstream resp. 1000/100 Mbit/s (Stand: Dezember 2020) mittels DOCSIS 3.1 – sowohl in der Stadt als auch auf dem Land. Die Höchstgeschwindigkeit der Internetverbindungen von Swisscom wie auch von Sunrise lag 2013 bei 100/35 Mbit/s (VDSL2), 500/100 Mbit/s (G.fast) und bei 10/10 Gbit/s (FTTH über XGS-PON). Ermöglicht werden die Geschwindigkeiten bei UPC Schweiz durch ein hybrides Netz aus einem überwiegenden Anteil Glasfaser sowie einem kleinen Teil Koaxialkabel. Dadurch können die bereits vorhandenen Internetkapazitäten auf dem bestehenden Netz kontinuierlich und nach Bedarf weiter ausgebaut werden – mittels Frequenzerweiterung beziehungsweise der Bündelung von Kanälen. Der Status quo von 1000 Mbit/s kann demzufolge auf zukünftige Kundenbedürfnisse angepasst werden – ohne, dass dadurch zusätzliche Bauarbeiten auf Strassen oder in den Häusern vorgenommen werden müssten.

### Telefonie
UPC, Sunrise und Swisscom bieten Abonnemente in der Festnetz- wie auch in der Mobilnetztelefonie. Alle Anbieter haben Sondertarife, variierend je nach Abonnementstyp.

## Kritik

### Kündigungsverfahren
Seit Frühling 2021 können Verträge bei Sunrise nur noch mündlich oder per Chat gekündigt werden. Schriftliche Kündigungen werden von Sunrise nicht mehr akzeptiert. Von Seiten Sunrise wird dies dadurch gerechtfertigt, dass mit der direkten Kommunikation per Telefon oder im Chat Unklarheiten oder Fehler vermieden werden könnten. 

Konsumentenschutzvereinigungen kritisieren diese Handhabung jedoch scharf, da aus ihrer Sicht dadurch eine schriftliche Bestätigung der Kündigung fehle, welche bei Anfechtungen durch die Kundschaft als Beweis vorgelegt werden könnte, oder diese um zu künden ewig in der Telefon-Warteschlaufe des Anbieters warten müssen.
Laut Sunrise seien jedoch schriftliche Kündigungen noch immer möglich, falls es per Telefon oder Chat keine Einigung gibt.
Die Konsumentenschutzorganisation „K-Tipp“ hat im November 2023 angekündigt, gegen Sunrise wegen dieser Handhabung, nur mündliche Kündigungen und solche per Chat zu akzeptieren, Klage einzureichen, da diese Klausel der AGB aus Sicht von K-Tipp nicht rechtsgültig sei.

### Beschwerden bei der Ombudsstelle Ombudscom
Im Jahre 2022 waren Sunrise und ihre Subunternehmen mit 347 Fällen die Telekommunikationsfirmen mit den meisten Beschwerden bei der unabhängigen schweizerischen Ombudsstelle Ombudscom. Als Nummer zwei folgte Salt mit 95 Beschwerden. Die meisten Gründe für Beschwerden betrafen dabei die Themen Sperrungen, Annullierungen und Vertragskündigungen. Oft wurden die Beschwerden durch unklare Vertragsbedingungen in den allgemeinen Geschäftsbedingungen (AGB) verursacht, welche für die Kundinnen und Kunden verwirrend und oft schwer verständlich sind.
Auch im Jahre 2023 war die Sunrise GmbH mit 525 Fällen und Anfragen (Fälle der Subunternehmen nicht mitgezählt) an erster Stelle der Jahresstatistik der Ombudsstelle. Davon führten 334 Fälle zu Schlichtungsfälle.
Sunrise führt die hohe Beschwerdezahl auf Personalwechsel in den ausländischen Callcentern zurück und kommunizierte, dass bereits Massnahmen zur Verbesserung der Qualität ergriffen worden seien.

### Befristete lebenslange Abos
Von der Ombudsstelle Ombudscom wird kritisiert, dass Sunrise in einigen seiner Abos mit einem "lebenslang" vergünstigten Tarif wirbt. Schriftlich erhalten Kunden dann jedoch die Information, dass der lebenslange Tarif nur für 720 Monate gilt, also für 60 Jahre. Zudem erwähnt die Ombudsstelle einen Fall, bei welchem der Tarif trotz des garantierten Preises angehoben wurde. Laut Sunrise handelte es sich dabei aber um eine Anpassung des Grundtarifs und nicht des Rabatts.

### Teurungsklausel
2023 haben Sunrise und andere Schweizer Telekommunikationsunternehmen in ihren AGB festgelegt, dass sie die Preise der Angebote erhöhen können, wenn der Landesindex der Konsumentenpreise steige. Bei einer Senkung des Indexes, müssten die Preise hingegen nicht nach unten korrigiert werden.
Zudem stehe der Kundschaft "bei einer Preisanpassung infolge Teuerung [...] kein Recht zur vorzeitigen Kündigung der
Dienstleistung zu". Die einzige Möglichkeit für die Kündschaft ist es dabei, auf den nächstmöglichen Termin zu kündigen.